# Park Sung-hoon
Park Sung-hoon , född 18 februari 1985, är en sydkoreansk skådespelare som bland annat gjort sig känd för roller i Into the Ring, The Kidnapping Day, Hail to Hell och Squid Game i vilken han spelade den transsexuella karaktären Hyun-Ju.

## Priser och utmärkelser
| År         | Pris             | Kategori                       | Resultat   |
| ---------- | ---------------- | ------------------------------ | ---------- |
| 2021, 2022 | KBS Drama Awards | Excellence Actor in Miniseries | Nominerade |